# グリムニッツ条約
グリムニッツ条約（グリムニッツじょうやく、ドイツ語: Vertrag von Grimnitz）は、1529年8月26日に、グライフ家とホーエンツォレルン家の間で締結された、長きにわたるブランデンブルク・ポメラニア紛争を最終的に解決し、ポメラニア公国の法的地位と継承権を定めた条約。

## 概要
条約は1493年のピュリッツ条約を更新、改正した。
いくらか形式的な条項はあったものの、グライフ家はポメラニア公国を帝国直属で受け取り、ブランデンブルク選帝侯は継承権を獲得した。
条約はブランデンブルク選帝侯ヨアヒム1世とポメラニア公バルニム11世とゲオルク1世の間で、エーベルスヴァルデ近くのグリムニッツで締結され、神聖ローマ皇帝カール5世によって1530年のアウクスブルク帝国議会で承認された。

## 背景
グライフ家がポメラニア公国をブランデンブルク選帝侯の封土として受け取るか、神聖ローマ皇帝から帝国直属で受け取るかについてのブランデンブルク・ポメラニア紛争は1493年にブランデンブルク選帝侯ヨハン2世とポメラニア公ボギスラフ10世が締結したピュリッツ条約で暫定的に決着した。ピュリッツ条約は1472年と1479年のプレンツラウ条約で定められた、ポメラニア公のホーエンツォレルン家から公国を封土として受け取る義務を廃止したが、グライフ家が断絶した場合にホーエンツォレルン家に継承権を与えた。
ヨハン2世がピュリッツ条約を締結した思惑はボギスラフ10世に子供がなかったためすぐに継承できるとの考えだったが、ボギスラフ10世に子供が生まれてくると、ヨハン2世は陰謀をめぐらし、ボギスラフ10世がすんなり帝国直属の地位を獲得できないようにした。一方、神聖ローマ皇帝カール5世はブランデンブルク・ポメラニア紛争で片方を支持するでもなく、2家とも公国を与え、相応の税金を徴収した。ボギスラフ10世が1523年に死去すると、2人の息子バルニム11世とゲオルク1世が共同でポメラニア公国を継承、統治した。ブランデンブルクとの紛争もヨハン2世の後継者であるヨアヒム1世と継続した。
この問題により帝国議会で騒ぎが起こると、多くの貴族が調停を申し出、最終的にはブラウンシュヴァイク＝カレンベルク＝ゲッティンゲン公エーリヒ1世とブラウンシュヴァイク＝ヴォルフェンビュッテル公ハインリヒ1世の調停で条約が締結された。条約はブランデンブルクが狩りで利用しているウッケルマルクにあるJagdschloß Grimnitz（「グリムニッツの狩猟小屋」）で締結された。

## 条約の内容

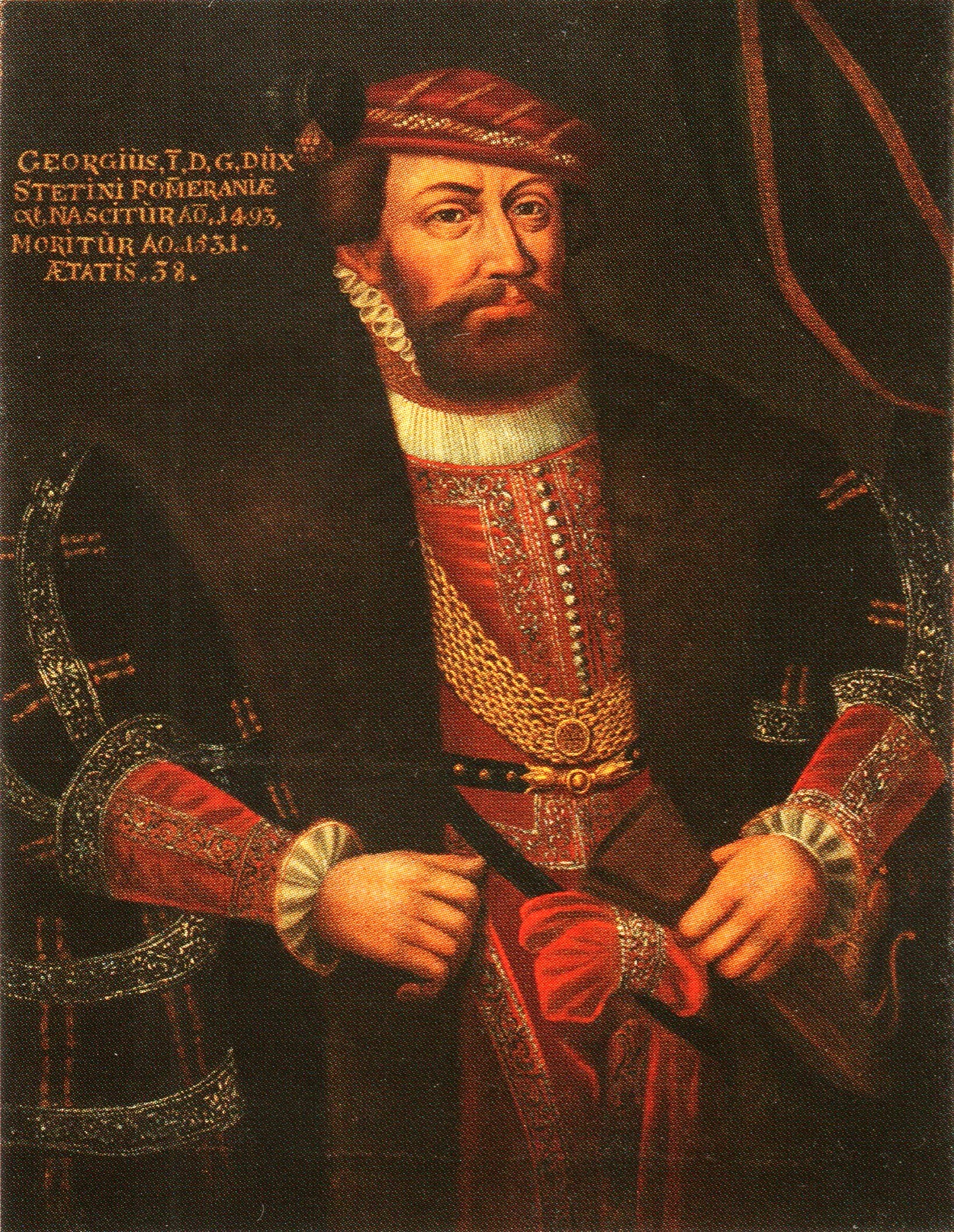
ポメラニア公ゲオルク1世

ヨアヒム1世はポメラニア公国が帝国直属であることを受け入れた。ポメラニア公バルニム11世とゲオルク1世はグライフ家が断絶した場合にブランデンブルク選帝侯が継承する権利を承認した。
ポメラニア公の叙任はその前にブランデンブルクに通知しなければならず、ブランデンブルク選帝侯はポメラニア公が叙任式で神聖ローマ皇帝から受け取った旗に触れる権利を与えられた。ブランデンブルク選帝侯はポメラニア貴族がポメラニア公に忠誠の誓いを行う儀式に代表を派遣する権利も得る。また、ブランデンブルク選帝侯のポメラニアにおける確定残余権は皇帝から世襲権利として与えられる。ポメラニア公が新しく叙任されるたびにこの条約が正式に宣言、更新されなければならない。
さらに、ブランデンブルク選帝侯はポメラニア公が居合わせていないときにポメラニア公の称号と紋章を使用する権利を得た。

## 条約の履行

### 叙任

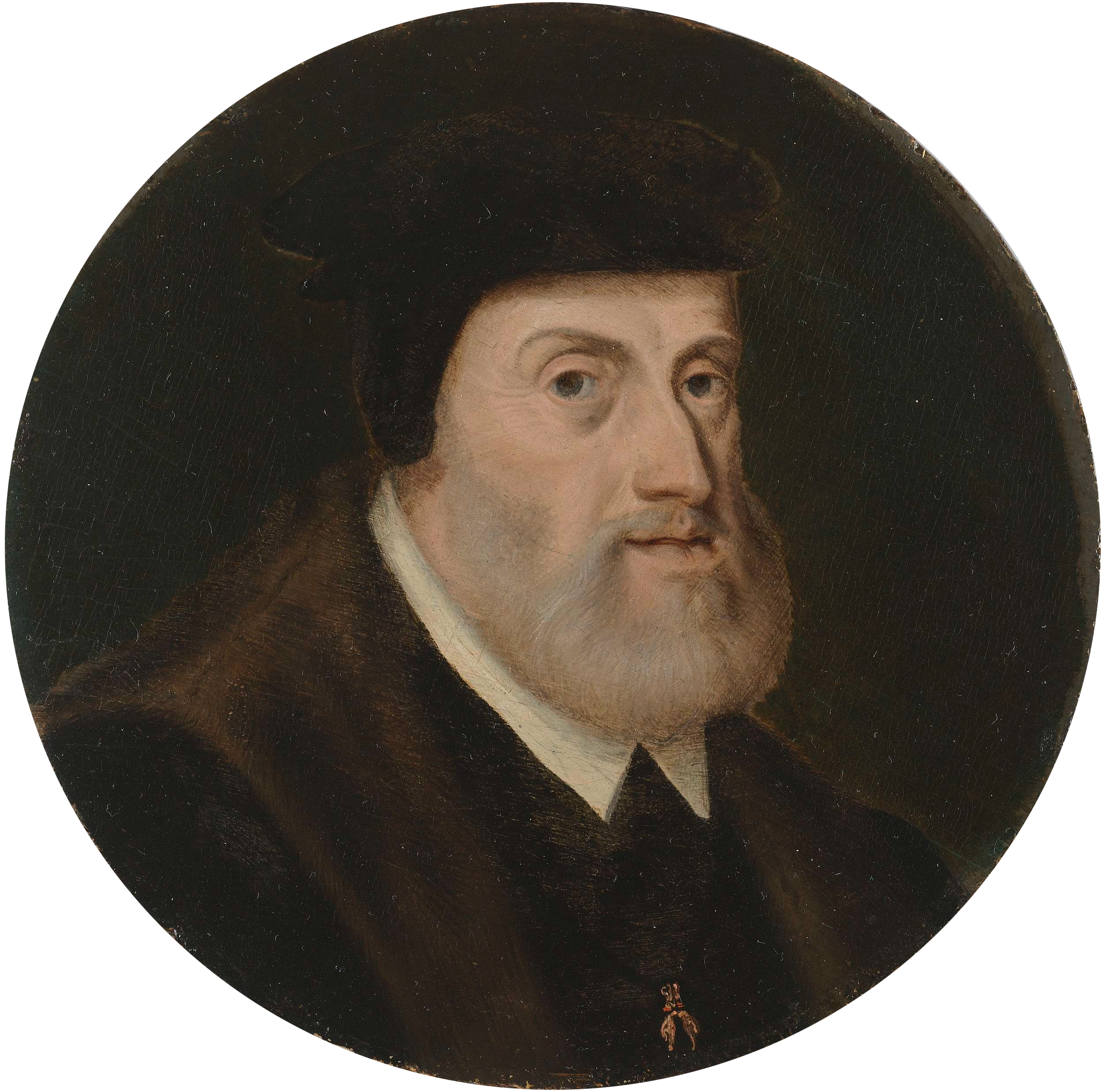
神聖ローマ皇帝カール5世

条約の叙任条項は1530年のアウクスブルク帝国議会で発効、ポメラニア公バルニム11世とゲオルク1世がはじめて公国を封土として正式に受け取った。皇帝カール5世と選帝侯たちが議会に入り、着席した後、ヨアヒム1世が公式にグライフ家の叙任への反対を宣言、ただし儀式への参加とポメラニアの旗に触れることを許可された場合はそれで満足するとも述べた。皇帝はヨアヒム1世の抗議を受け取った。ブランデンブルク＝アンスバッハ辺境伯ゲオルクもヨアヒム1世の抗議に同意した。
続いて、バルニム11世とゲオルク1世、そしてその随員たちがポメラニア、シュテッティン、カシュバイ、ヴェンデン、バート、リューゲン、ヴォルガスト、ウーゼドム、ブッコウの旗を持って議会に入り、皇帝に渡した。彼らは跪いて皇帝に忠誠を誓った。ヨアヒム1世が再び抗議に声を上げ、そしてポメラニア公が皇帝から旗を受け取ると、ヨアヒム1世は前に進んで旗に手を触れた。これ以降の全ての叙任式に同様の儀式が行われた。

### ポメラニア公国の継承

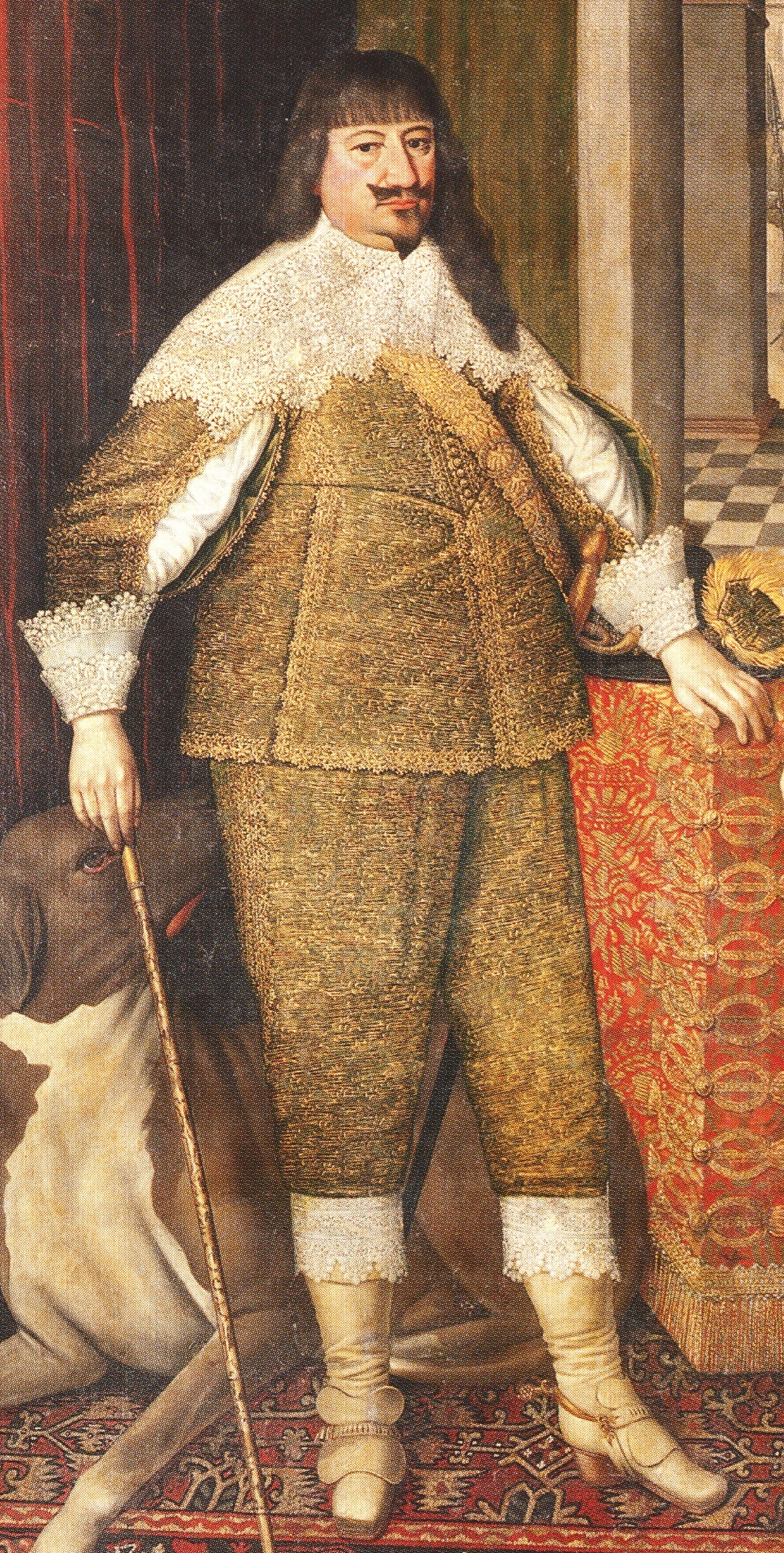
ブランデンブルク選帝侯ゲオルク・ヴィルヘルム

グライフ家最後のポメラニア公ボギスラフ14世は三十年戦争中の1637年に死去した。ブランデンブルク選帝侯ゲオルク・ヴィルヘルムはグリムニッツ条約の継承条項に基づき継承を請求した。
しかし、ボギスラフ14世は1630年のシュテッティン条約でスウェーデンと同盟を締結しており、条約ではボギスラフ14世の死後にはスウェーデンがポメラニア公国を統治すると定めた。スウェーデンはポメラニアのブランデンブルクへの引き渡しを拒否したが、結局ポメラニアは1648年のヴェストファーレン条約でスウェーデン領ポメラニアとブランデンブルク領ポメラニアに分割された。この分割は1653年のシュテッティン条約で発効した。